# Чаритра Чандран
Чаритра Сурья Чандран (род. 17 января 1997, Перт) — британская актриса. Она наиболее известна своей ролью Эдвины Шармы во втором сезоне исторической драмы Netflix «Бриджертон» и своей дебютной ролью в научно-фантастическом сериале «Алекс Райдер».

## Ранний период жизни
Чандран родилась в Перте, Шотландия, в семье медицинских работников. Она родилась в тамильской семье. Её родители разошлись, когда ей было два года, и она уехала в Индию со своим отцом, где она осталась с бабушкой и дедушкой в Тамилнаде. Вернувшись в Великобританию, когда ей было четыре года, она пошла в школу в Ливерпуле. Затем она училась в подготовительной школе Мортон-Холл в Саффолке с шести до одиннадцати, прежде чем поселиться со своей матерью в Оксфорде в подростковом возрасте, пока её отец жил в Уэльсе.
Чандран закончила шестой класс средней школы Оксфорда. Затем она получила степень бакалавра искусств в области философии, политики и экономики в Новом колледже Оксфорда в 2019 году. Во время учёбы в университете она участвовала в ряде постановок и присоединилась к Национальному молодёжному театру. Она работала неполный рабочий день в Институте новой политики после года перерыва, в течение которого она занималась драмой в качестве хобби, прежде чем решила сделать это своей карьерой, отклонив предложение о работе от BCG.

## Фильмография
| Год        | Заголовок            | Роль                             | Примечания               |
| ---------- | -------------------- | -------------------------------- | ------------------------ |
| 2021       | Алекс Райдер         | Сабина Плезанс                   | Главная роль (2 сезон)   |
| 2022       | Таланты              | Бекки                            | Короткий фильм           |
| 2022       | Класс С              | Черри                            |                          |
| 2022       | Бриджертон           | Эдвина Шарма                     | Главная роль (2 сезон)   |
| уточняется | Интимный разговор    | Стелла                           | Главная роль; веб-сериал |
| уточняется | Большой Куш (сериал) | Принцесса Виви                   | Главная роль (2 сезон)   |
| 2025       | Рейс навылет         | стюардесса Иши (хакер «Призрак») | Главная роль             |